# 진정소년
진정소년(중국어 간체자: 陈情少年, 병음: ChénQíngShǎoNián)은 2019년 12월 18일에 데뷔한 중국의 웹드라마 진정령 배우들로 이루어진 4인조 보이 그룹이다. 구성원은 이박문, 조욱진, 우빈, 기리이다. 공식색   이다.

## 구성원
| 이름   | 소개 |
| 우빈   | - 이름: 위빈(중국어: 于斌, 한자음: 우빈) - 생년월일: 1991년 7월 3일(33세) - 출생지: 영국령 홍콩 - 국적: 중국 - 포지션: 리더, 서브보컬, 랩 - 공식색:《于斌: 우빈색》 - 특이사항: 한국의 연예 기획사 큐브 엔터테인먼트 소속의 M4M의 멤버 경력 |
| 이박문 | - 이름: 리보웬(중국어: 李泊文, 한자음: 이박문) - 생년월일: 1992년 12월 24일(32세) - 출생지: 중국 장수성 구강시 - 국적: 중국 - 포지션: 보컬, 댄스 - 공식색:《李泊文: 암록색》                                                                |
| 조욱진 | - 이름: 차오위천(중국어: 曹煜辰, 한자음: 조욱진) / 조엽윤택 - 생년월일: 1993년 3월 15일(32세) - 출생지: 중국 간쑤성 란저우시 - 국적: 중국 - 포지션: 메인보컬 - 공식색:《曹煜辰: 머큐리블루》                                                |
| 기리   | - 이름: 지리(중국어: 纪李, 한자음: 기리) - 생년월일: 1997년 3월 16일(28세) - 출생지: 중국 후베이성 황강시 - 국적: 중국 - 포지션: 보컬, 댄스 - 공식색:《纪李: 오렌지》                                                                       |

## 전(前) 멤버
| 이름   | 소개 |
| 송지양 | - 이름: 송지양(중국어: 宋继扬, 한자음: 송계양) - 생년월일: 1998년 1월 26일(27세) - 출생지: 중국 랴오닝성 단둥시 - 국적: 중국 - 포지션: 보컬, 댄스 - 공식색:《宋继扬: 핑크》 |
| 정번성 | - 이름: 정판씽(중국어: 郑繁星, 한자음: 정번성) - 생년월일: 1998년 3월 16일(27세) - 출생지: 중국 후난성 - 국적: 중국 - 포지션: 막내, 보컬 - 공식색:《郑繁星: 번성색》        |

## 싱글 음반
| 발매일           | 곡 제목                                      | 가수                 |
| 2019년 12월 18일 | 《몽상》 (梦想)                              | - 진정소년(陈情少年) |
| 2020년 1월 7일   | 《마음속 동경의 아름다움》 (心之所向的美丽)) | - 진정소년(陈情少年) |
| 2020년 1월 22일  | 《심쿵》 (心跳的节拍)                        | - 진정소년(陈情少年) |
| 2020년 12월 30일 | 《Love:one-act》                             | - 진정소년(陈情少年) |

## 솔로 음반

### 우빈
| 발매일          | 곡 제목 |
| 2020년 8월 21일 | 《YOU》 |

### 이박문
| 발매일         | 곡 제목        |
| 2020년 8월 5일 | 《曾经》(Miss) |

### 조욱진
| 발매일     | 곡 제목      |
| 2020년 4월 | 《不念不忘》 |

### 송지양
| 발매일          | 곡 제목  |
| 2020년 12월 2일 | 《西楼》 |

### 정번성
| 발매일         | 곡 제목  |
| 2020년 9월 5일 | 《微笑》 |

## 여담
- 송지양, 정번성은 2017년 1월 7일에 공식적으로 진정소년 활동을 종료하였다.
- 진정령 콘서트 준비를 하면서 프로젝트 그룹으로 결성되었는데, 생각보다 반응이 좋아 활동이 길어졌다.
- 2020년 1월 26일, 태국 콘서트를 진행하고 이후 월드투어 콘서트[8]를 예정했으나 코로나19 여파로 중단된 상황이다.